# Ophioteichus
Genre
Ophioteichus est un genre d'ophiures de la famille des Ophiolepididae.

## Liste des espèces
Selon World Register of Marine Species (28 mars 2020) :
- Ophioteichus multispinum H.L. Clark, 1938
- Ophioteichus parvispinum H.L. Clark, 1938
- Ophioteichus utinomii (Irimura, 1967)

## Galerie

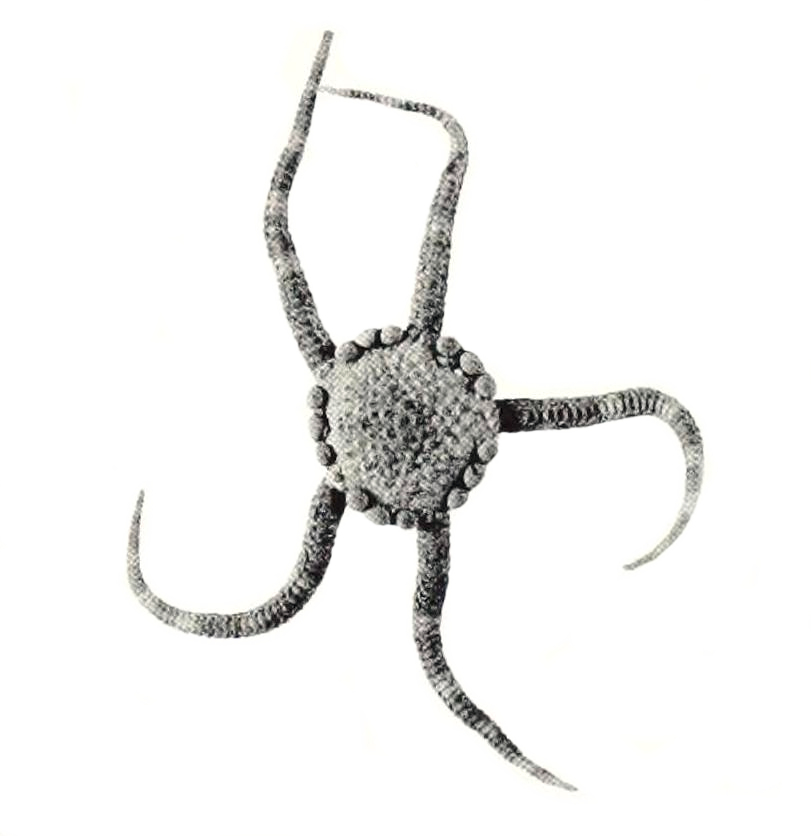
Ophioteichus multispinum.
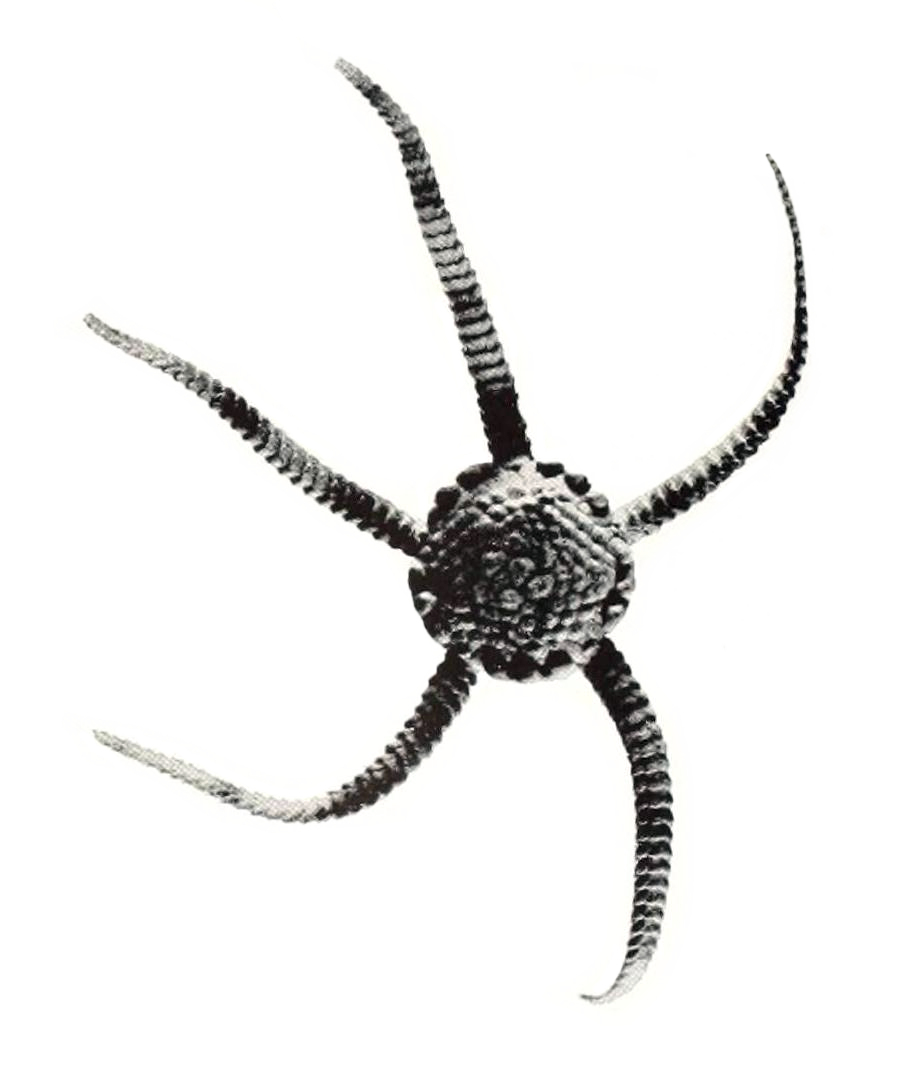
Ophioteichus parvispinum.

## Étymologie
Le nom du genre Ophioteichus, de Ophio, le préfixe de cette famille biologique, et du grec ancien τειχοσ, teichos, « mur, rempart », a été choisi en référence au « rempart » que constituent les grandes plaques marginales autour du disque.

## Publication originale
- (en) Hubert Lyman Clark (ill. Frances Lee Snell Clark et Eugene N. Fischer), « Echinoderms from Australia, an account of collections made in 1929 and 1932 », Memoirs of the Museum of Comparative Zoology, Cambridge, Musée de Zoologie comparée, vol. 55,‎ 1938, p. 1-597 (ISSN 1067-8611, OCLC 1642017, DOI 10.5962/BHL.TITLE.49349, lire en ligne).